# Parapholis filiformis
Parapholis filiformis är en gräsart som först beskrevs av Albrecht Wilhelm Roth, och fick sitt nu gällande namn av Charles Edward Hubbard. Enligt Catalogue of Life ingår Parapholis filiformis i släktet ormaxsläktet och familjen gräs, men enligt Dyntaxa är tillhörigheten istället släktet ormaxsläktet och familjen gräs. Arten har ej påträffats i Sverige. Inga underarter finns listade i Catalogue of Life.